# Эпарнь
Эпа́рнь (фр. Épargnes) — коммуна во Франции, находится в регионе Пуату — Шаранта. Департамент коммуны — Шаранта Приморская. Входит в состав кантона Коз. Округ коммуны — Сент.
Код INSEE коммуны — 17152.

## Население
Население коммуны на 2010 год составляло 819 человек.
| 1962 | 1968 | 1975 | 1982 | 1990 | 1999 | 2010 |
| ---- | ---- | ---- | ---- | ---- | ---- | ---- |
| 686  | 677  | 683  | 681  | 676  | 736  | 819  |